# Liste der Monuments historiques in Les Baux-de-Provence
Die Liste der Monuments historiques in Les Baux-de-Provence führt die Monuments historiques in der französischen Gemeinde Les Baux-de-Provence auf.

## Liste der Bauwerke
| Bezeichnung                  | Beschreibung | Standort                           | Kennzeichnung | Schutzstatus | Datum | Bild |
| ---------------------------- | ------------ | ---------------------------------- | ------------- | ------------ | ----- | ---- |
| Baumes de Roucas             |              | Rue du Trencat (Lage)              | PA00081204    | Classé       | 1908  |      |
| Meilenstein                  |              |                                    | PA00081205    | Classé       | 1927  |      |
| Kapelle der Pénitents Blancs |              | (Lage)                             | PA00081206    | Inscrit      | 1935  |      |
| St-Blaise                    |              | (Lage)                             | PA00081207    | Classé       | 1904  |      |
| Schloss                      |              | (Lage)                             | PA00081208    | Classé       | 1904  |      |
| St-Vincent des Baux          |              | (Lage)                             | PA00081209    | Classé       | 1886  |      |
| Backofen                     |              | Rue des Fours (Lage)               | PA00081210    | Classé       | 1908  |      |
| Krankenhaus                  |              | (Lage)                             | PA00081211    | Classé       | 1904  |      |
| Fenster Post Tenebras Lux    |              | Rue Neuve/Place de la Lauze (Lage) | PA00081212    | Classé       | 1905  |      |
| Hôtel de ville               |              | (Lage)                             | PA00081214    | Classé       | 1914  |      |
| Hôtel des Porcelets          |              | (Lage)                             | PA00081213    | Classé       | 1904  |      |
| Maison de Bertrand Mocadeu   |              | (Lage)                             | PA00081215    | Classé       | 1905  |      |
| Maison de Jean Laugier       |              |                                    | PA00081217    | Classé       | 1908  |      |
| Maison de la Tour de Braü    |              | Rue du Trencat (Lage)              | PA00081223    | Classé       | 1904  |      |
| Maison de Lère               |              |                                    | PA00081218    | Classé       | 1905  |      |
| Maison des Remparts          |              | (Lage)                             | PA00081222    | Inscrit      | 1976  |      |
| Maison du Roi                |              | 1 rue Porte-Mage (Lage)            | PA00081219    | Classé       | 1905  |      |
| Maison Jean de Brion         |              | Grande-Rue (Lage)                  | PA00081216    | Classé       | 1908  |      |
| Maison Nicolas Martel        |              |                                    | PA00081220    | Inscrit      | 1930  |      |
| Pavillon de la Reine Jeanne  |              | (Lage)                             | PA00081224    | Classé       | 1905  |      |
| Porte d’Eyguières            |              | (Lage)                             | PA00081221    | Inscrit      | 1979  |      |
| Befestigungsanlagen          |              | (Lage)                             | PA00081225    | Classé       | 1904  |      |

## Liste der Objekte
- Monuments historiques (Objekte) in Les Baux-de-Provence in der Base Palissy des französischen Kultusministeriums